# War of Nerves
War of Nerves is een nummer van de Britse meidengroep All Saints uit 1998. Het is de vijfde en laatste single van hun titelloze debuutalbum.

## Achtergrondinformatie
"War of Nerves" is een ballad over sterfelijkheid, geïnspireerd door het overlijden van Prinses Diana anderhalf jaar voor het uitbrengen van de single. In een interview met The Irish Times zei groepslid Shaznay Lewis dat ze nooit nadacht over de dood, totdat Diana dit overkwam. Naar eigen zeggen hielp het nummer Lewis dit een plek te geven. Natalie Appleton schreef in haar autobiografie Together dat dit haar favoriete nummer was. "De emoties zijn krachtig en bezorgen me kippenvel", aldus Appleton. Het nummer kwam binnen op de 7e positie in het Verenigd Koninkrijk, wat ook meteen de hoogste positie werd voor de plaat. In Nederland bereikte het nummer de 10e positie in de Tipparade, en in Vlaanderen de 13e positie in de Tipparade.

## Tracklijst
| CD 1               | CD 1                                                                         | CD 1 |
| ------------------ | ---------------------------------------------------------------------------- | ---- |
| 1.                 | "War of Nerves" ('98 Remix)                                                  | 4:52 |
| 2.                 | "Inside"                                                                     | 4:57 |
| 3.                 | "War of Nerves" (Ganja Kru Dub)                                              | 9:13 |
| 4.                 | "War of Nerves" (video)                                                      | 5:11 |
| CD 2               |                                                                              |      |
| 1.                 | "War of Nerves" ('98 Remix)                                                  | 4:52 |
| 2.                 | "Always Something There to Remind Me" (live from the Burt Bacharach TV show) | 3:20 |
| 3.                 | "Never Ever"                                                                 | 6:28 |
| Cassette/Two track |                                                                              |      |
| 1.                 | "War of Nerves" ('98 Remix)                                                  | 4:52 |
| 2.                 | "Inside"                                                                     | 4:57 |